# Пекотська війна
Пекотська війна (англ. Pequot War) — збройний конфлікт, що відбувся між 1636 і 1638 роками в Новій Англії, між тамтешнім племенем пекотів і союзом британських колоністів з колоній Массачусетської затоки, Плімута і Сейбрука та їхніх союзників з племен наррагансетт і мохеган. Війна завершилася вирішальною поразкою пекотів. Зрештою близько 700 пекотів було вбито або взято в полон. Сотні в'язнів було продано в рабство колоністам на Бермудських островах чи у Вест-Індії; інших, що вижили, розібрали в полон племена-переможці.
Результатом стала ліквідація племені пекотів як життєздатного державного утворення в Південній Новій Англії, і колоніальна влада класифікувала їх як вимерлі. Тих, хто залишився в живих, поглинули інші місцеві племена.
Це була особливо жорстока війна та перший тривалий конфлікт між корінними американцями та європейцями на північному сході Північної Америки.

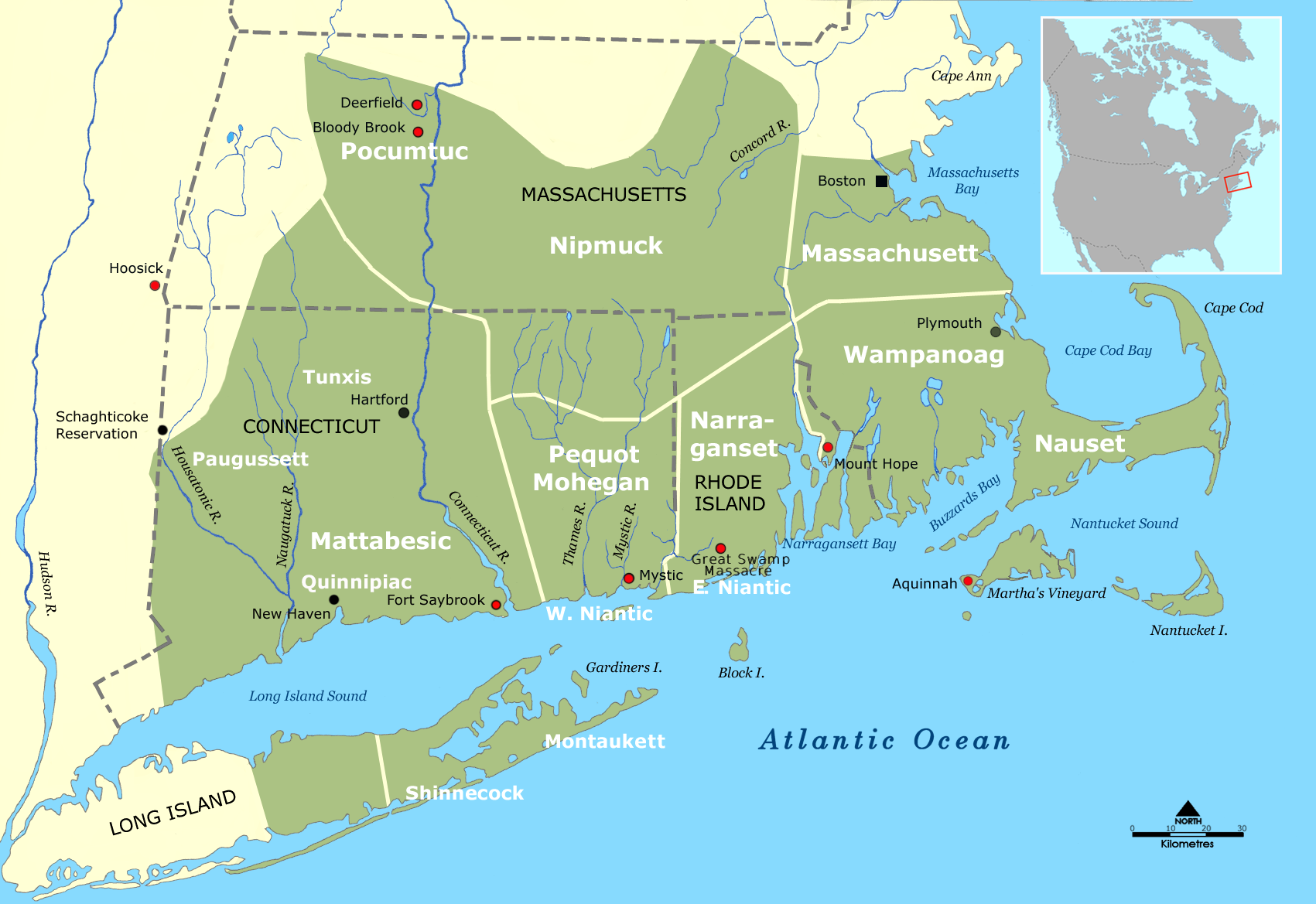
Карта розселення індіанських племен на півдні Нової Англії, приблизно 1600

## Історія
Боротьба за контроль над торгівлею хутром і вампумом у долині річки Коннектикут був основним чинником, що призвів до Пекотської війни. До появи англійців на початку 1630-х років голландці та пекоти контролювали всю торгівлю регіону, але ситуація була непевною через невдоволення підлеглих індіанських племен на своїх правителів пекотів. Коли в регіоні з'явилися англійці, інші племена почали шукати союзу з ними, змінивши баланс регіональних сил і викликавши конфлікт, оскільки конкуренція за контроль над торгівлею розгорілася з новою силою. Хоча безпосереднім поштовхом до війни часто називають вбивство англійських торговців, ці смерті стали кульмінацією конфлікту між індіанськими народами, що тривав десятиліття, який посилився через присутність голландців й англійців.
Влітку 1634 року сталося вбивство пекотами торговця Джона Стоуна та його команди на річці Коннектикут. Хоча пекоти надали кілька пояснень смерті Стоуна та його команди, усі вони свідчили про те, що індіанці вважали свої дії виправданими — англійці відчували, що не можуть дозволити собі залишити безкарними жодну смерть англійців від рук корінних аборигенів. У липні 1636 року, в міру зростання напруженості інший торговець, Джон Олдхем, був знайдений убитим на кораблі біля острова Блок (нині частина штату Род-Айленд). Тоді вважалося, що злочинцями були індіанці маніссі. Ці інциденти викликали військову відповідь англійців Массачусетської затоки, яка розпочала Пекотську війну. Наприкінці серпня колонія Массачусетської затоки направила військо з приблизно 90 солдатів під командуванням полковника Джона Ендекотта на територію Блок-Айленд і пекотів на південному сході Коннектикуту, щоб відплатити за смерть торговців. Після сутички з маніссі та підпалу сіл і кукурудзяних полів експедиція відпливла на територію пекотів, висадилася вздовж річки Темзи і, не зумівши підбурити пекотів до бою, знову спалила села та кукурудзяні поля. Це, у свою чергу, сприяло успішній атаці та облозі форту в Сейбруку (вересень 1636–квітень 1637), найдовшій битві у війні, під час якої пекоти знищували англійські провізії, підпалювали склади та нападали на всіх поселенців, які відходили далеко за частокіл фортеці.

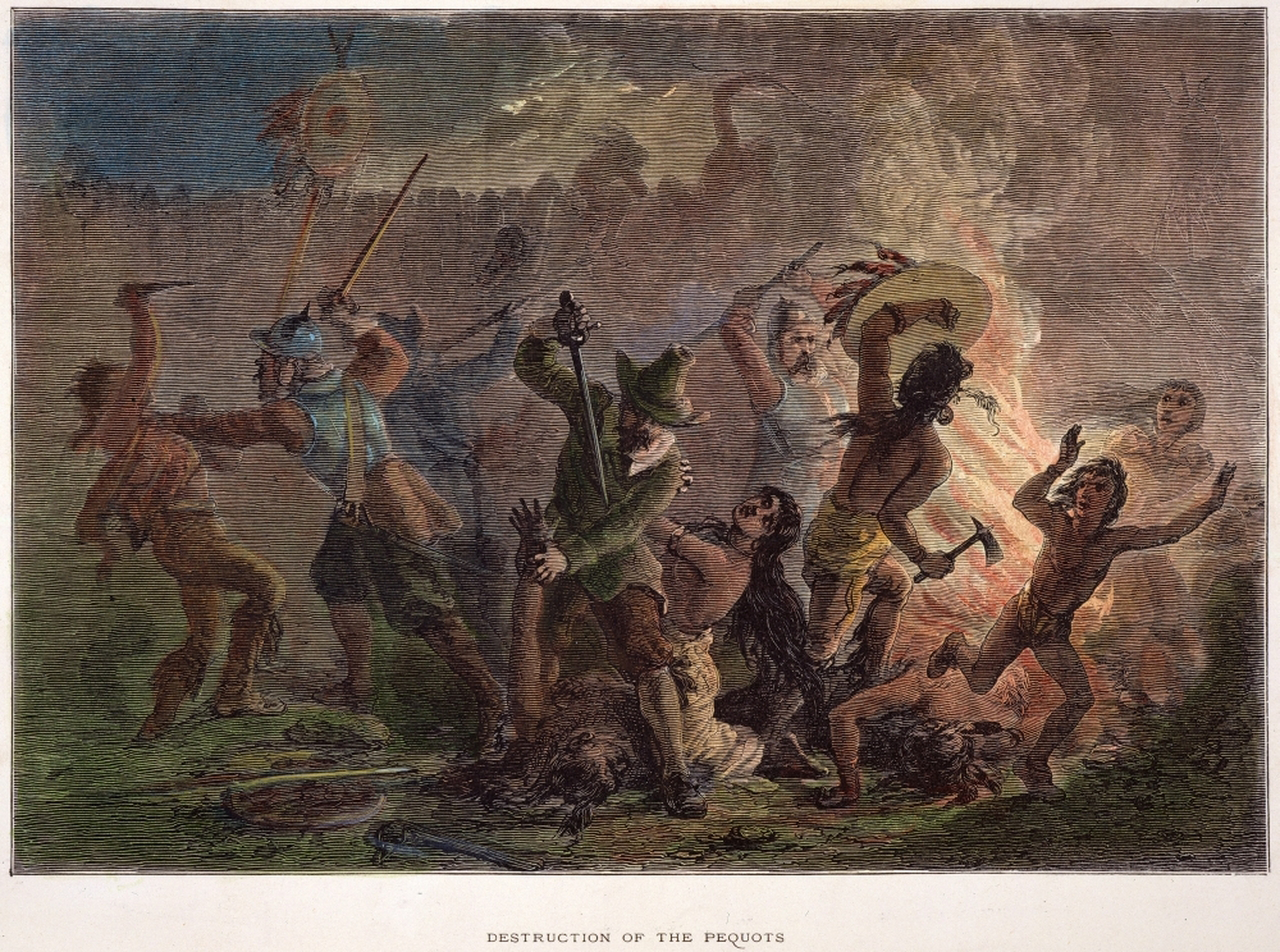
Битва за містичний форт. Пекотська війна

Війна тривала 11 місяців і охопила тисячі учасників, які вели кілька боїв на території, що охоплювала тисячі квадратних миль. У перші шість місяців війни пекоти, не маючи вогнепальної зброї, вигравали усі зіткнення з англійцями. Обидві сторони продемонстрували високий рівень витонченості, планування та винахідливості у пристосуванні до умов та контрзаходів противника. У той час як Пекотська війна була першим випадком, коли англійці зіткнулися з індіанськими бойовими формуваннями, тактикою та зброєю в Новій Англії. Натомість пекоти вже зіткалися з європейськими бойовими формуваннями та методами бойових дій під час короткої війни, яку вони вели з голландцями в 1634 році, в результаті чого вони скорегували свою тактику дій для боротьби з англійцями. Фактично, напередодні війни пекоти був високоефективною досвідченою військовою силою, яка відточила свої бойові навички десятиліттями війни проти своїх індіанських сусідів. Незважаючи на те, що англійські мушкети перевершували луки пекотів з точки зору дальності ураження та проникнення, пекоти змогли використати рельєф місцевості та свою мобільність з великою перевагою та використали низку хитрощів, щоб звести нанівець перевагу Англії у вогнепальній зброї. Дійсно, англійці зазнали десятки втрат на ранніх етапах війни, перш ніж вони змогли адаптувати свій військовий досвід Старого Світу до полів битв Нового Світу та виграти вирішальні битви.
Поворотним моментом у конфлікті стало проголошення колонією Коннектикут війни пекотам 1 травня 1637 року після їхньої атаки на англійське поселення у Ветерсфілді — уперше під час війни загинули жінки та діти. Капітану Джону Мейсону з Віндзора було наказано розпочати наступальні дії проти пекотів у відповідь на цей рейд. Далі відбулися найважливіші битви війни, включно з битвою за форт Містік 10–26 травня 1637 року, під час якої експедиційний корпус із 77 солдатів Коннектикуту та близько 250 союзників — корінних американців -атакував і спалив укріплене село пекотів у Містіку. Менш ніж за годину було вбито близько 400 пекотів (у тому числі приблизно 175 жінок і дітей), половина з яких згоріла живцем. Тих, хто намагався втекти з палаючої споруди, розстрілювали англійці або їхні союзники Мохеган і Наррагансетт, які утворили вторинне зовнішнє кільце навколо фортеці та стріляли по будь-якому пекоту, якому вдалося втекти через англійські лінії. Англійці підрахували, що вціліли лише дюжина, семеро з яких потрапили в полон. Після «різанини в Містіку» англійці провели 10-годинну битву проти понад 500 пекотів, намагаючись прорватися крізь їхні бойові порядки до безпечних місць на своїх кораблях щонайменше на відстані 11 км. Пекоти втратили половину своїх бійців у цих двох битвах, що безпосередньо призвело до розпаду та поразки племені пекотів, яке втекло зі своєї батьківщини після різанини. У наступні місяці англійці Коннектикуту та Массачусетської затоки переслідували громади пекотів, які втікали, страчуючи вождів і бійців, а також поневолюючи жінок і дітей.

## Наслідки війни
У вересні Мохегани та Наррагансети зустрілися в Генеральному суді Коннектикуту та погодили долю вцілілих пекотів. 21 вересня 1638 року була підписана Угода відома як перший Гартфордський договір. Близько 200 пекотів пережили війну; вони нарешті здалися і підкорилися владі сахема Мохеганів або Наррагансетів.
Зрештою, Пекотська війна назавжди змінила політичний і соціальний ландшафт південної Нової Англії, і це вплинуло на колоніальну політику Англії, Великої Британії та в майбутньому на політику США щодо корінних американців протягом століть. Різанина пекотів у Містіку продемонструвала всім спостерігачам у південній Новій Англії та в інших місцях здатність і бажання англійців вести тотальну війну проти своїх індіанських ворогів.